# Plonka
Plonka – dawna, nieużywana już nazwa próchnicy glebowej lub poziomu próchnicznego w glebie.
Nazwy  tej używał Jerzy Beniamin Flatt, pierwszy dyrektor Instytutu Agronomicznego w Marymoncie, w pierwszym tomie swojego, wydanego w 1825 r., dzieła Ceres czyli Dziennik Rolniczy. Ton ten nosi tytuł O ziemiach i gruntach, ich własnościach i sposobach poznania takowych.
Autor podaje, że plonka inaczej jest nazywana ziemią ogrodową lub ziemią roślinną, lecz nie jest „ziemią”, gdyż ziemia jest niepalna, a plonka płonie rzucona w ogień. Flatt podaje, że powstaje ona z obumarłych części roślin i zwierząt. Rozłożone i odmienione częściowo stają się rozpuszczalne w wodzie, a częściowo w powietrze się zamieniają i jako takie, pod postacią plonki, służą za pokarm dla roślin (w tamtym czasie obowiązująca była teoria A. Thaera o próchnicy jako pokarmie pobieranym przez rośliny). Autor uważał również, że torf jest to zwęglona plonka, leżąca długo bez dostępu do powietrza i światła.
Następca Flatta na stanowisku dyrektora Instytutu, Michał Oczapowski, w swych publikacjach, na określenie przetworzonej materii organicznej w glebie, używa już współcześnie używanej nazwy próchnica. Podaje on, że próchnicę dawniej nazywano ziemią roślinną.